# Ambrus Lele
Ambrus Lele, madžarski rokometaš, * 19. avgust 1958, Szeged.
Leta 1980 je na poletnih olimpijskih igrah v Moskvi v sestavi madžarske rokometne reprezentance osvojil 4. mesto.